# Trachea microspila
Trachea microspila là một loài bướm đêm trong họ Noctuidae.